# Led Zeppelin (альбом)
Led Zeppelin — дебютный студийный альбом британской рок-группы Led Zeppelin, записанный в октябре 1968 года в лондонской Olympic Studios. Он был выпущен 13 января 1969 года в США и 31 марта 1969 года в Великобритании лейблом Atlantic Records.
Первоначально альбом получил в основном негативные отзывы музыкальной прессы, но имел большой коммерческий успех и впоследствии был высоко оценён рок-критиками. Дату выпуска альбома, 13 января 1969 года, журнал Kerrang! в специальном выпуске отметил как день рождения хеви-метала.

## История создания
В августе 1968 года британская группа The Yardbirds распалась. Гитарист Джимми Пейдж сохранил права на название группы и контрактные обязательства, в которые входила серия концертов в Скандинавии. В свой новый состав Пейдж пригласил вокалиста Роберта Планта, бас-гитариста Джона Пола Джонса и барабанщика Джона Бонэма. В сентябре 1968 года группа провела гастроли по Скандинавии как The New Yardbirds, исполняя как старый материал группы, так и новые песни: «Communication Breakdown», «I Can’t Quit You Baby», «You Shook Me», «Babe I’m Gonna Leave You» и «How Many More Times».
Через месяц после возвращения в Англию, в октябре 1968 года, Пейдж изменил название группы на Led Zeppelin и вместе с остальными музыкантами отправился в лондонскую Olympic Studios записывать дебютный альбом. В интервью 1990 года Пейдж рассказал, что на запись альбома ушло в общей сложности 36 часов студийной работы (на протяжении двух недель): он отметил, что знает эту цифру точно — по счёту, который был группе выставлен. Одна из причин того, что работа шла быстро, состояла в том, что записывавшийся материал был прекрасно отрепетирован во время скандинавских гастролей.
«Группа начала разрабатывать аранжировки уже во время скандинавского тура и я знал совершенно точно, к какому стремлюсь звучанию. Всё сложилось невероятно быстро», — говорил Пейдж.
Поскольку группа ещё не подписала свой контракт с Atlantic Records, Пейдж и менеджер группы Питер Грант заплатили за сессии звукозаписи из собственного кармана: «казённых» средств, на которые можно было бы задержаться в студии, просто не было. В интервью журналу Guitar World Пейдж отмечал, что самофинансирование вместе с тем обеспечивало и творческую свободу:

Мне нужна была полная свобода, потому что я точно знал, что я хочу сделать с этими парнями. Собственно, я профинансировал и полностью записал первый альбом ещё до того, как мы отправились в Atlantic… Это не имеет ничего общего с <обычным порядком дел>, когда группа получает аванс на запись альбома. Мы прибыли в Atlantic уже с пленкой в руках… Реакция Atlantic была в высшей степени положительной.— Джимми Пейдж. Интервью Guitar Player, 1993
В общей сложности на запись альбома группа истратила 1782 фунта стерлингов.
Эксперт по истории Led Zeppelin Дэйв Льюис отмечал, что «…за возможным исключением первого альбома Beatles в Abbey Road, на который ушло 12 часов, это самое эффективное использование студийного времени в истории рок-музыки. Дебютный альбом Led Zeppelin собрал в целом около 3.5 миллиона фунтов, тем самым в 2,000 раз превысив внесённую сумму».

### Студийная работа
Джимми Пейдж сам записал альбом в качестве продюсера; звукоинженером был здесь Глин Джонс, который прежде работал с The Beatles, The Rolling Stones и The Who. Альбом был записан на аналоговой 4-дорожечной аппаратуре, что помогло сохранить естественность и «теплоту» звука. «Первый альбом можно считать „живым“, он таков и есть и таким был записан сознательно. Там есть наложения, но основные дорожки записаны вживую», — говорил Пэйдж.
Пэйдж использовал естественное пространство комнаты для усиления объёмности звука. Он отдалил микрофоны от ударной установки и усилителей, а один микрофон выставил на 20 футов от ударных. Приняв на вооружение идею «расстояние равно глубине», Пэйдж стал одним из первых продюсеров, который записал эмбиент звука, использовав время, которое звук от сыгранной ноты проходит от одного угла комнаты к другому.
В альбоме проявилась «утечка» вокала Планта из одной дорожки в соседние. В интервью журналу Guitar World (1998) Пэйдж говорил: «Голос Роберта был необыкновенно мощным и из-за этого его можно слышать на других дорожках. Как ни странно, эта утечка выглядит так, будто сделана умышленно». В «You Shook Me» Пэйдж использовал технику «обратного эхо», когда эхо звука опережает сам звук: этого эффекта он достигал, записывая эхо на свободную дорожку, затем переворачивая плёнку.
Джимми Пэйдж использовал в студии Fender Telecaster (звук пропускался через усилитель Supro): гитару, которую ему подарил Джефф Бек в 1965 году. Позже Пэйдж использовал Gibson Les Paul. Для работы над акустическими треками он использовал Gibson J-200, которую занял у Джима Салливана).
Альбом стал первым, выпущенным только в стереоверсии (тогда выпускать две версии, моно и стерео, считалось нормой).

## Оформление
На обложке Led Zeppelin изображён чёрно-белый снимок аппарата Hindenburg через несколько секунд после воспламенения. Обложку выбрал Пэйдж, и смысл она несла в себе тот же, что и название группы. Согласно одной из версий, когда Пейдж, Джефф Бек, Кит Мун и Джон Энтвисл обсуждали идею сформировать собственную группу, Мун пошутил: «она, наверное, рухнет, как свинцовый воздушный шар», а Энтвисл поправил: «Свинцовый дирижабль»!
На обороте конверта была помещена фотография участников группы, сделанная бывшим участником Yardbirds Крисом Дрейа. Общее руководство над оформлением взял на себя Джордж Харди, с которым группа продолжала сотрудничать и в дальнейшем. Харди вспоминал, что предложил группе дизайн, основывавшийся на старом клубном символе в Сан-Франциско, — фаллический цеппелин в облаках. Пэйдж отклонил этот вариант, но сохранил его для логотипа, который был использован на обложках двух первых альбомов, а также в некоторых рекламных плакатах.
В течение нескольких первых недель после выпуска альбома в Великобритании на обложке находились и название группы и логотип Atlantic в бирюзовом цвете. Позже в том же году последний был заменён на оранжевый символ, и с тех пор первые экземпляры с бирюзовым знаком считаются коллекционной редкостью.
Обложка альбома оказалась в центре общественного внимания после того как в феврале 1970 группа в Копенгагене выступила под названием The Nobs, так как Ева фон Цеппелин (родственница создателя цеппелина), увидев изображение дирижабля в огне, пригрозила через суд добиться отмены концерта группы. В 2001 году Грег Кот в Rolling Stone писал: «Образ идеально отразил дух музыки внутри этого конверта: секс, катастрофа и сплошные взрывы».
В 2023 году обложка альбома заняла 5 место в списке «100 лучших обложек альбомов всех времен» по версии Billboard.

## Список композиций
| №  | Название                   | Автор(ы)                   | Длительность |
| -- | -------------------------- | -------------------------- | ------------ |
| 1. | «Good Times, Bad Times»    | Пейдж, Бонэм, Джонс, Плант | 2:46         |
| 2. | «Babe I’m Gonna Leave You» | Энн Брэдон, Пейдж, Плант   | 6:41         |
| 3. | «You Shook Me»             | Диксон Дж. Б. Ленуа        | 6:28         |
| 4. | «Dazed and Confused»       | Пейдж, вд. Джек Холмс      | 6:26         |

| №  | Название                  | Автор(ы)                   | Длительность |
| -- | ------------------------- | -------------------------- | ------------ |
| 5. | «Your Time Is Gonna Come» | Пейдж, Джонс, Плант        | 4:34         |
| 6. | «Black Mountain Side»     | Пейдж                      | 2:05         |
| 7. | «Communication Breakdown» | Пейдж, Бонэм, Джонс, Плант | 2:27         |
| 8. | «I Can’t Quit You Baby»   | Пейдж                      | 4:42         |
| 9. | «How Many More Times»     | Пейдж, Бонэм, Джонс, Плант | 8:28         |

| №  | Название                                         | Автор(ы)                   | Длительность |
| -- | ------------------------------------------------ | -------------------------- | ------------ |
| 1. | «Good Times Bad Times / Communication Breakdown» | Пейдж, Джонс, Бонэм, Плант | 3:52         |
| 2. | «I Can't Quit You Baby»                          | Диксон                     | 6:41         |
| 3. | «Heartbreaker»                                   | Пейдж, Плант, Джонс, Бонэм | 3:50         |
| 4. | «Dazed and Confused»                             | Пейдж, вд. Джек Холмс      | 15:01        |
| 5. | «White Summer / Black Mountain Side»             | Пейдж                      | 9:19         |
| 6. | «You Shook Me»                                   | Диксон, Ленуа              | 11:56        |
| 7. | «Moby Dick»                                      | Бонэм, Джонс, Пейдж        | 9:51         |
| 8. | «How Many More Times»                            | Пейдж, Джонс, Бонэм        | 10:43        |

Авторство композиций приведено в рецензии на сайте «AllMusic». Авторство композиций по последним изданиям альбома см. на сайте discogs.com.

## Чарты
| Чарт(1969-70)                         | Позиция |
| ------------------------------------- | ------- |
| Australian Go-Set Top 20 Albums Chart | 9       |
| German Albums Chart                   | 32      |
| Canadian RPM Top 100 Chart            | 11      |
| Danish Albums Chart                   | 8       |
| French Albums Chart                   | 19      |
| Japanese Albums Chart                 | 36      |
| Norwegian Albums Chart                | 16      |
| Spanish Albums Chart                  | 1       |
| UK Albums Chart                       | 6       |
| US Billboard 200                      | 10      |

| Чарт (2014)      | Позиция |
| ---------------- | ------- |
| Польша (ZPAV)    | 10      |
| US Billboard 200 | 7       |

### Синглы
| Год  | Сингл                  | Чарт                 | Позиция |
| ---- | ---------------------- | -------------------- | ------- |
| 1969 | «Good Times Bad Times» | US Billboard Hot 100 | 80      |

## Сертификации
| Регион | Сертификация  | Продажи    |
| --- | ------------- | ---------- |
| Аргентина (CAPIF) | Золотой       | 30 000^    |
| Австралия (ARIA) | 2× Платиновый | 140 000^   |
| Канада (Music Canada) | Бриллиантовый | 1 000 000^ |
| Франция (SNEP) | Золотой       | 100 000*   |
| Италия (FIMI) · продажи с 2009 | Платиновый    | 50 000     |
| Япония (RIAJ) | Золотой       | 100 000^   |
| Испания (PROMUSICAE) | Платиновый    | 100 000^   |
| Швейцария (IFPI Switzerland) | Золотой       | 25 000^    |
| Великобритания (BPI) | 2× Платиновый | 600 000^   |
| США (RIAA) | 8× Платиновый | 8 000 000^ |
| * Данные о продажах приведены только на основе сертификации. · ^ Данные о тиражах приведены только на основе сертификации. · Данные о продажах + прослушиваниях приведены только на основе сертификации. |               |            |

## Участники записи
- Джимми Пейдж — гитара, бэк-вокал, продюсер
- Роберт Плант — вокал, губная гармошка
- Джон Пол Джонс — бас-гитара, орган, клавишные, бэк-вокал
- Джон Бонэм — барабаны, литавры, бэк-вокал
- Вирам Ясани — табла
- Крис Дрэя — фотограф (оформление задней стороны конверта)
- Джордж Харди — дизайн обложки
- Глин Джонс — инженер, звукооператор
- Питер Грант — исполнительный продюсер